# تنقيب عن الذهب

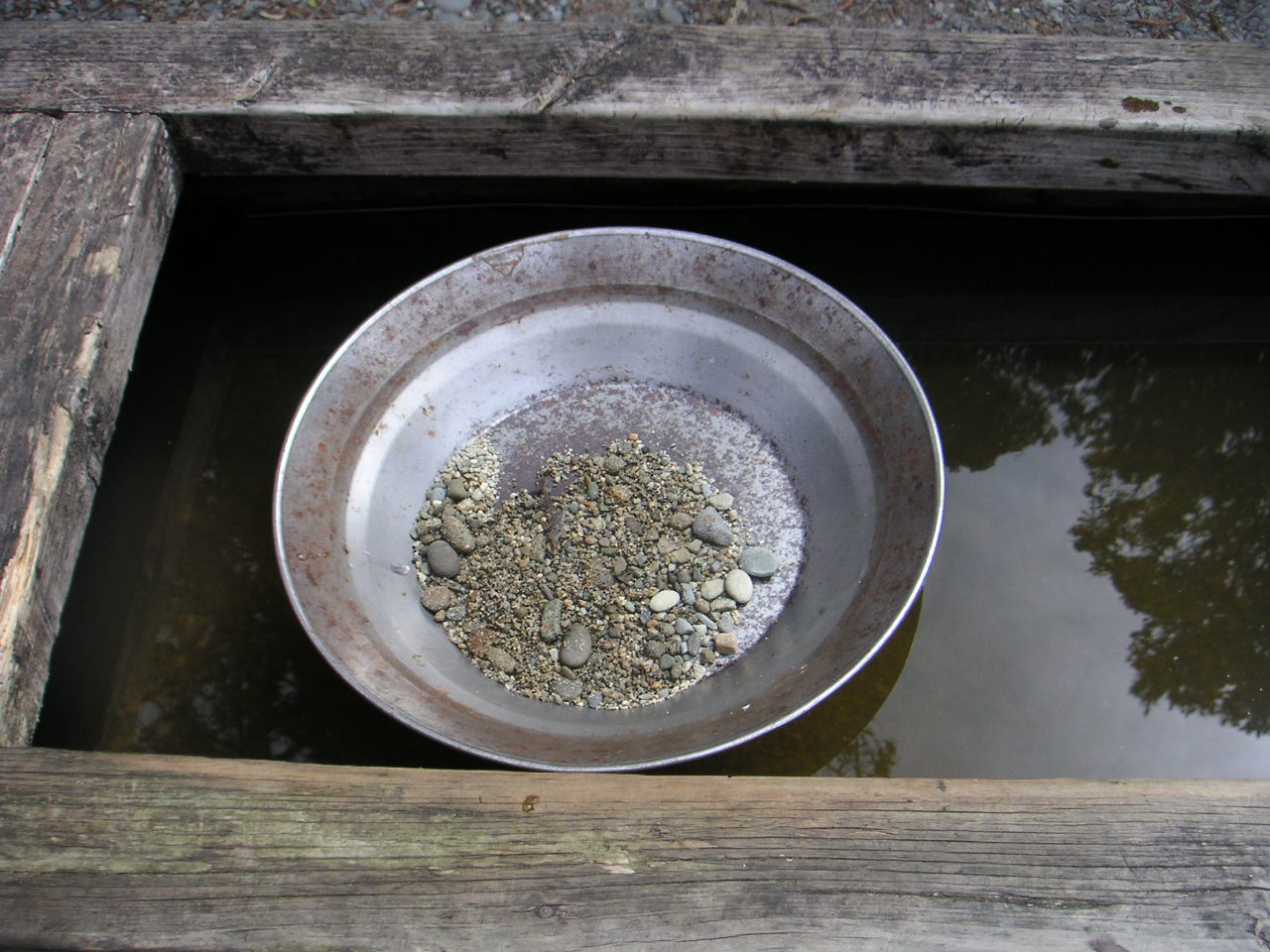
وعاء ذهب.

التنقيب عن الذهب هو عملية البحث عن رواسب ذهب جديدة. تختلف الأساليب المستخدمة حسب نوع الإيداع المطلوب وموارد المنقب. على الرغم من كونه نشاطًا تجاريًا تقليديًا، فقد أصبح التنقيب عن الذهب الغريني في بعض البلدان المتقدمة أيضًا من الأنشطة الترفيهية الشهيرة في الهواء الطلق. كان التنقيب عن الذهب شائعًا منذ العصور القديمة. من أقدم المراجع النصية والأثرية، كان التنقيب عن الذهب خيطًا مشتركًا لاكتساب الثروة.

## التنقيب عن الذهب الغريني

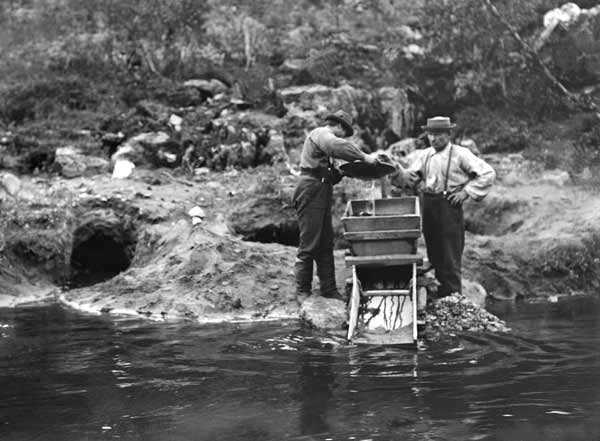
التنقيب عن الذهب في عام 1898.

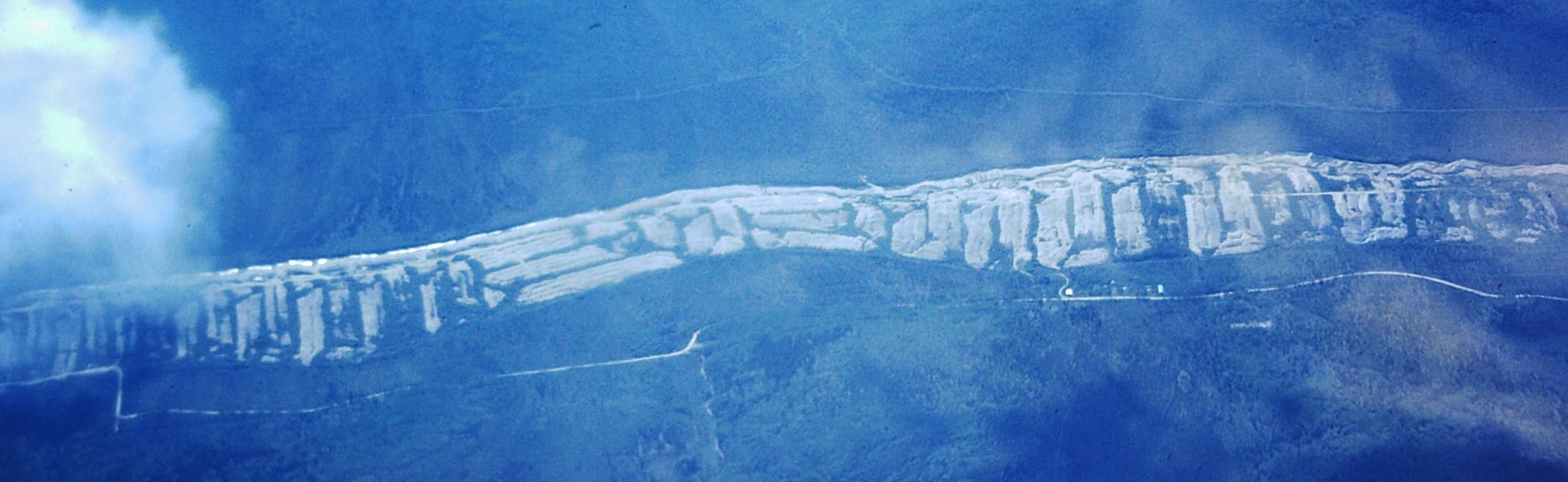
آثار حمى الذهب في نهر في ألاسكا. هنا، تم استخراج الذهب الغريني صناعيًا بواسطة السدود والأجهزة الميكانيكية. تم غسل كميات كبيرة من المواد على طول هذا النهر، ولا يزال بالإمكان رؤية الآثار على هذه الصورة الجوية.

عادة ما يتم التنقيب عن الذهب الغريني (وهو نوع من الذهب يتم إنتاجه في المناطق السفلية أو المنخفضة من الأنهار، ممزوجًا بالرمل الحجري الذي يمكن غسله) باستخدام وعاء ذهبي أو أداة مماثلة لغسل جزيئات الذهب الحرة من الرواسب السطحية الرخوة. يعود استخدام أوعية الذهب إلى قرون، لكنه لا يزال شائعًا بين المنقبين وعمال المناجم الذين يتمتعون بدعم مالي ضئيل.
يمكن أخذ عينات من رواسب الغرينية الأعمق عن طريق حفر الخنادق أو الحفر. يمكن استخدام الطرق الجيوفيزيائية مثل المسح السيزمي أو الجاذبية أو المغناطيسية لتحديد قنوات الأنهار المدفونة التي من المحتمل أن تكون مواقع للذهب الغريني. أخذ عينات ومعايرة رواسب الذهب الغرينية لتحديد جدواها الاقتصادية يخضع للعديد من المزالق.
بمجرد اكتشاف الذهب الغريني، عادة ما يتم استبدال الوعاء الذهبي بقنوات أو أجهزة ميكانيكية لغسل كميات أكبر من المواد. غالبًا ما أدى اكتشاف الذهب الغريني إلى اكتشاف رواسب الذهب الصلبة عندما يتم تتبع الغرينيات إلى مصادرها.

## التنقيب عن رواسب الذهب الصلبة
المنقبون عن رواسب الصخور الصلبة، أو رواسب الذهب، يمكنهم استخدام العديد من الأدوات. يتم إجراؤه على أبسط مستوى من خلال الفحص السطحي للنتوءات الصخرية، والبحث عن تعرضات العروق المعدنية، أو التغيير الحراري المائي، أو أنواع الصخور المعروفة باستضافة رواسب الذهب. قد لا تكون الأدوات الميدانية أكثر من مطرقة صخور وعدسة مكبرة.
تتنوع رواسب الذهب الصلبة في علم المعادن والجيولوجيا أكثر من رواسب الغرينية، ويمكن أن تكون طرق التنقيب مختلفة جدًا لأنواع مختلفة من الرواسب. كما هو الحال مع الذهب الغريني، فإن تطور الأساليب المستخدمة للتنقيب عن الذهب الصلب يختلف باختلاف الموارد المالية للمنقب. غالبًا ما يستخدم الحفر لاستكشاف باطن الأرض. يمكن استخدام الطرق الجيوفيزيائية السطحية لتحديد الشذوذ الجيوفيزيائي المرتبط برواسب الذهب. يمكن جمع عينات من الصخور أو التربة لفحص المختبر الجيوكيميائي، لتحديد المحتوى المعدني أو الكشف عن الشذوذ الجيوكيميائي. قد تكون جزيئات الذهب الصلبة الصخرية صغيرة جدًا بحيث لا يمكن رؤيتها، حتى باستخدام المجهر.
يتم إنتاج معظم الذهب اليوم في مناجم كبيرة مفتوحة وعميقة تحت الأرض. ومع ذلك، لا يزال تعدين الذهب على نطاق صغير شائعًا، لا سيما في البلدان النامية.
وجدت دراسة أجراها علماء أستراليون عام 2012 أن النمل الأبيض يفرز رواسب من الذهب. وفقًا لهيئة البحوث الأسترالية، فإن النمل الأبيض يختبئ تحت المواد الجوفية المتآكلة والتي عادةً ما تخفي محاولات الإنسان للعثور على الذهب، وابتلاع وإحضار الرواسب الجديدة إلى السطح. يعتقدون أن دراسة أعشاش النمل الأبيض قد تؤدي إلى طرق أقل توغلًا للعثور على رواسب الذهب. أفاد هيرودوت عن النمل خفار الذهب ‏.

## التنقيب الترفيهي
شوهد التنقيب الترفيهي على نطاق محدود عن الذهب الغريني في أجزاء كثيرة من العالم، بما في ذلك نيوزيلندا (خاصة في أوتاغو) وأستراليا وجنوب إفريقيا وويلز (في دولوكوثي وفي جوينيد) وفي كندا والولايات المتحدة خاصة في الولايا الغربية، وفي أماكن أخرى.

## صور

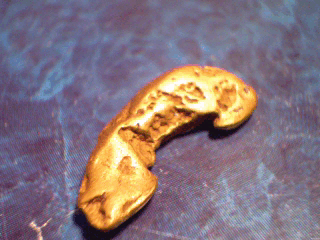
قطعة ذهب من منجم بلو ريبون في ألاسكا.
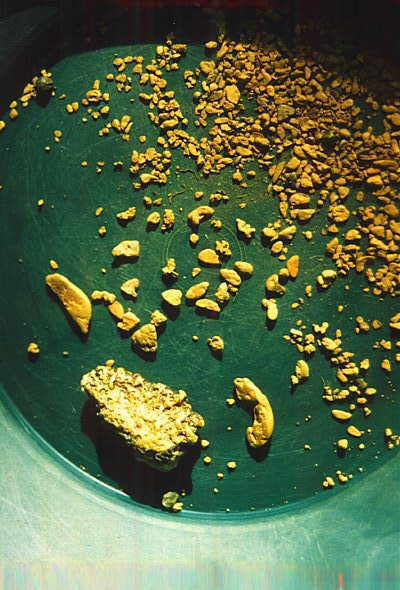
شذرات الذهب في وعاء أيضًا من منجم بلو ريبون في ألاسكا.
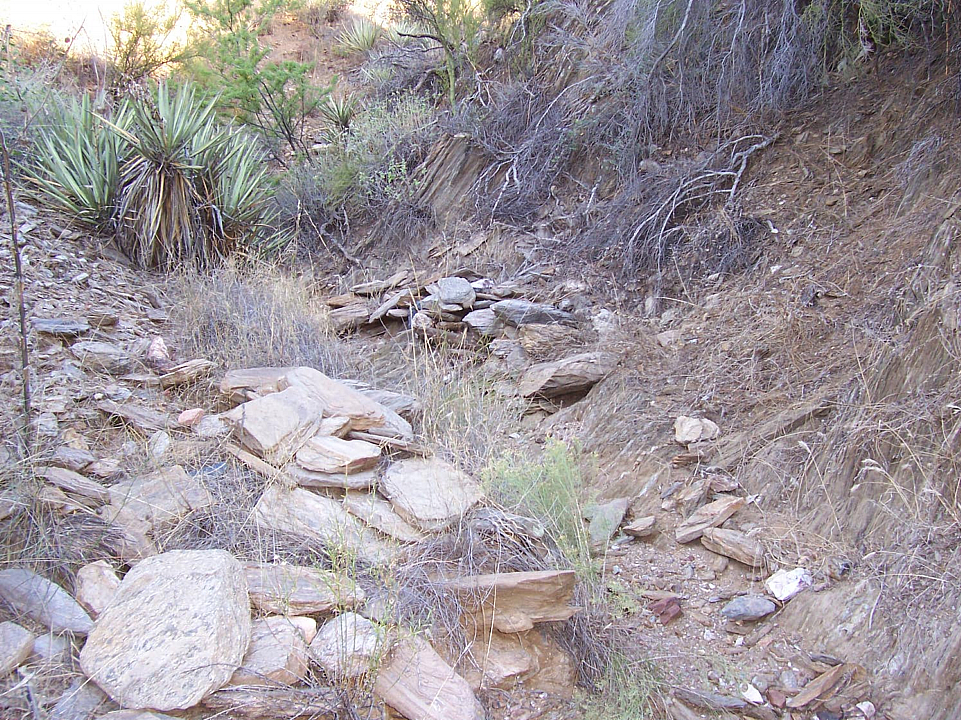
أعمال قديمة في غسيل جاف للذهب (Drywasher) في جنوب أريزونا.
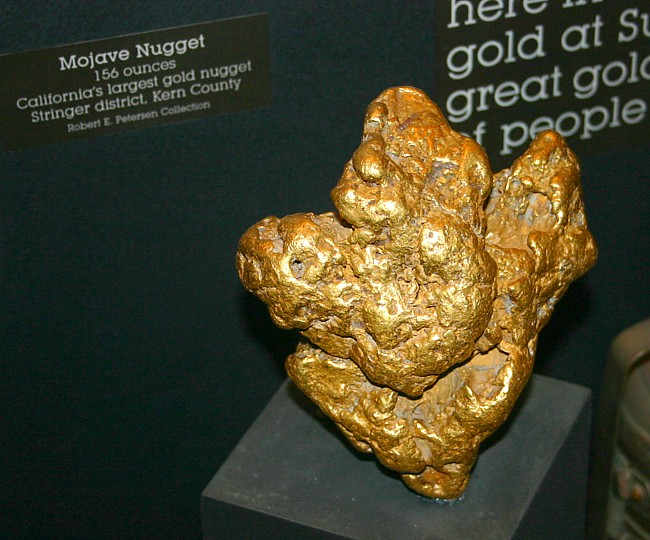
باستخدام جهاز كاشف المعادن في صحراء جنوب كاليفورنيا (صحراء موهافي)، وجد المُنقب الفردي هذه القطعة الذهبية، المعروفة باسم (Mojave Nugget)، التي تزن 156 وزن تروي (4.9 كجم).
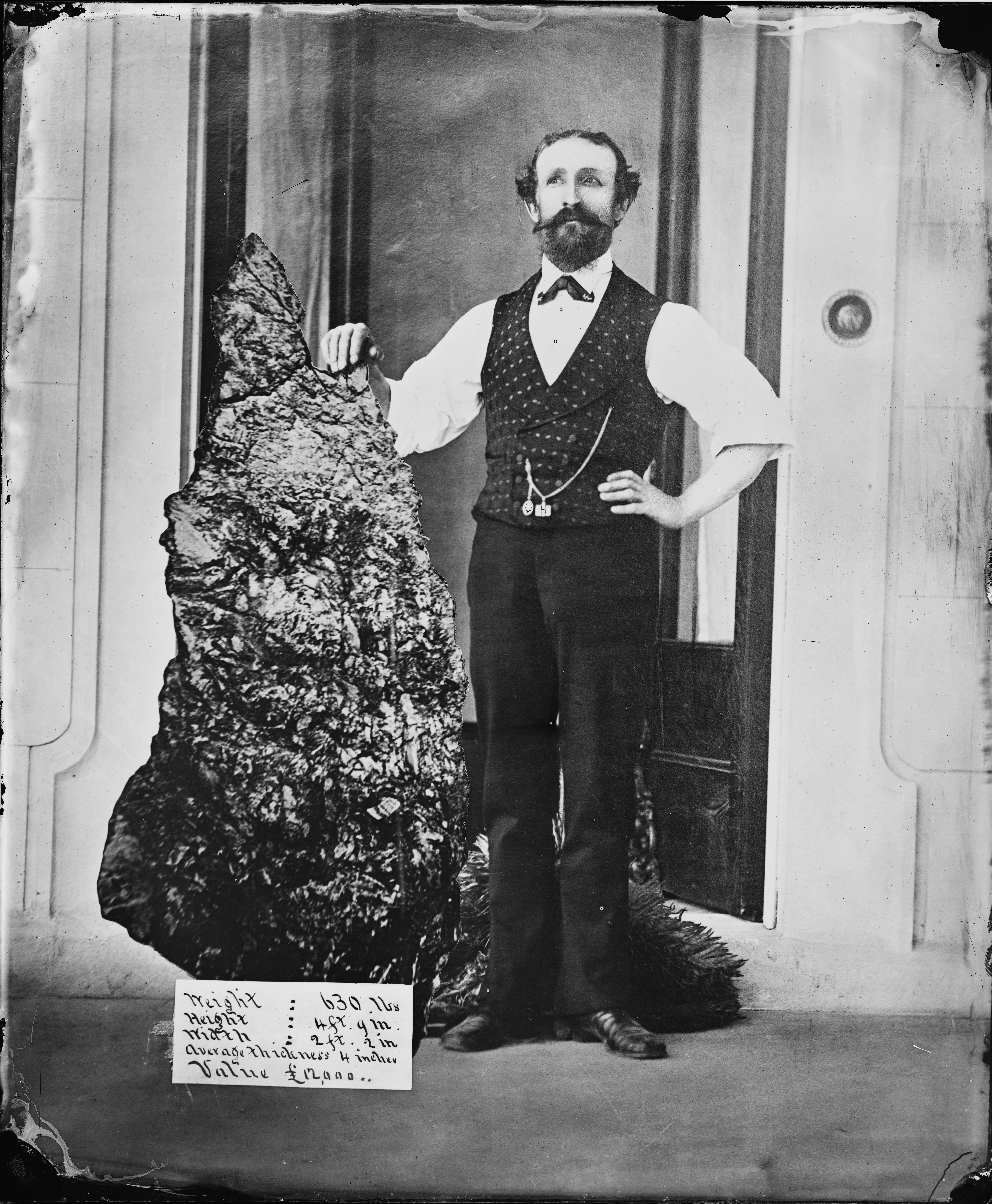
برنهارد هولترمان  [لغات أخرى]‏ وعيّنة ذهب "قطعة هولترمان" في منجم نجمة الأمل في عام 1872.